# Carl-Schurz-Schule
Die Carl-Schurz-Schule (kurz: CSS) ist ein Gymnasium im Stadtteil Sachsenhausen von Frankfurt am Main. An der Schule werden etwa 1000 Schüler von etwa 76 Lehrkräften unterrichtet. Namensgeber der Schule ist der deutsche Revolutionär und spätere Innenminister der Vereinigten Staaten Carl Schurz.

## Geschichte
Die Carl-Schurz-Schule wurde im April 1901 als Sachsenhäuser Oberrealschule gegründet. Vorausgegangen waren jahrzehntelange Forderungen der Sachsenhäuser Bürgerschaft, dass es in Frankfurt auch südlich des Mains eine höhere Schule geben müsse. Vier Jahre später, im April 1905, erfolgte der Ausbau zur Oberrealschule, eine Schulform, die sich durch ihre Fokussierung auf den naturwissenschaftlich-technischen Bereich im frühen 20. Jahrhundert besonderer Beliebtheit erfreute.
1937 wurde die Oberrealschule in eine Oberschule umgewandelt. Das hatte Folgen für das Unterrichtskonzept: Die Obersekunda (die heutige elfte Jahrgangsstufe) gabelte sich in einen sprachlichen und einen mathematisch-naturwissenschaftlichen Zweig, die Schulzeit wurde auf acht Jahre verkürzt und die erste Fremdsprache war Englisch. Ab der Quarta (7. Klasse) folgte Latein; Französisch begann erst in der Oberstufe.
Bei einem Luftangriff während des Zweiten Weltkriegs fiel am 29. Januar 1944 eine Bombe in die Holbeinstraße neben das Schulhaus. Beim Einsturz der Kellerräume kamen fünf Schüler ums Leben. Zwei Monate später, in der Nacht vom 22. auf den 23. März 1944 wurde das Schulgebäude getroffen und weitgehend zerstört.
Nach dem Ende des Krieges, am 7. Januar 1946, wurde die Sachsenhäuser Oberschule im Gebäude der Freiherr-vom-Stein-Schule wieder eröffnet. Das Kollegium bestand nur noch aus fünf Lehrern, die die amerikanische Militärregierung zugelassen hatte. 1948 erfolgte die Umbenennung der Schule in Carl-Schurz-Schule.
Die Ruine des alten Schulgebäudes wurde im Laufe der 1950er Jahre abgerissen und durch einen Neubau ersetzt. Am 15. Februar 1957 begann der Unterricht in dem neuen Gebäude, das unter anderem über ein Hallenbad verfügt.
Zwischen 2009 und 2012 wurde die Schule kernsaniert. In diesem Zusammenhang wurde auf einem Teil des Schulhofes ein Anbau errichtet, welcher sich über 3 Stockwerke erstreckt. Durch diesen Anbau mit 12 zusätzlichen Klassenräumen wurde die Außenstelle der Schule am Schweizer Platz überflüssig.
Während des Umbaus war die Schule im gegenübergelegenen „Rosengärtchen“ als Pavillonschule angesiedelt.
2002 geriet die Carl-Schurz-Schule im Zusammenhang mit dem Entführungsfall Jakob von Metzler bundesweit in die Schlagzeilen. Denn es war nicht nur Jakobs Schule, auch sein Mörder Magnus Gäfgen hatte sie bis zu seinem Abitur 1995 besucht. Heute erinnern ein Gedenkstein und ein Baum im Vorgarten der Schule an die Tat.

## Unterrichtsschwerpunkte
Die Schule bietet mehrere sogenannte Profilschwerpunkte an, die von Schülern und Eltern gewählt werden können. Diese umfassen:
- Schwerpunkt Musik (um eine Stunde erweiterter Musikunterricht, in dem Schüler ein klassisches Streichinstrument spielen lernen)
- Schwerpunkt Naturwissenschaften (Physik-/Chemie-Arbeitsgemeinschaften ab der 5. Klasse)
- Schwerpunkt Französisch (Französisch als erste, Englisch als zweite Fremdsprache; ggf. Latein als dritte Fremdsprache möglich)
- Zweite Fremdsprache ab der fünften Klasse (in der Sprachfolge Franz./Englisch oder Englisch/Latein)

Für den Bereich der klassischen Musikausbildung ist die Carl-Schurz-Schule von der hessischen Landesregierung als Schule mit dem Schwerpunkt Musik ausgezeichnet worden.

## Bekannte ehemalige Schüler

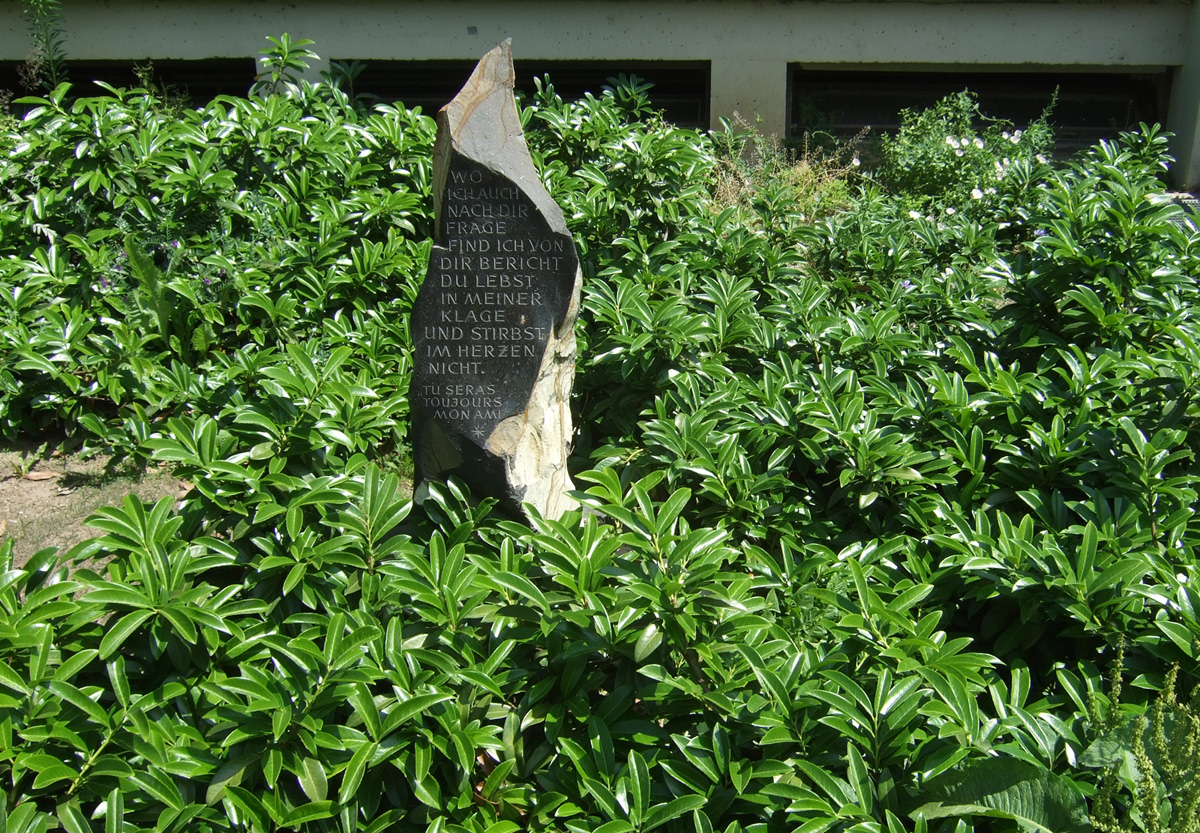
Gedenkstein für Jakob von Metzler vor dem Hauptgebäude

- Horst Staudacher (* 1939), Radrennfahrer
- Joachim Bublath (* 1943), Physiker und Fernsehmoderator
- Gerhard Müller-Hornbach (* 1951), Komponist und Hochschullehrer
- Christoph Schönherr (* 1952), Komponist, Dirigent und Arrangeur
- Gerhard Wisnewski (* 1959), Autor verschwörungstheoretischer Bücher und Filme
- Thomas Pfeiffer (* 1961), Jurist
- Daniel Sepec (* 1965), Violinist
- Julia Frank (* 1975), Politikerin (Bündnis 90/Die Grünen)
- Magnus Gäfgen (* 1975), Entführer und Mörder von Jakob von Metzler
- Simone Panteleit (* 1976), Radio- und Fernsehmoderatorin
- Jakob von Metzler (1991–2002), wurde von Magnus Gäfgen entführt und ermordet

## Bekannte Lehrer
- Wilhelm Zint (1860–1954) – 1901–1926 Oberstudiendirektor (Mathematik, Biologie, Turnen)
- Herbert Hess (1933–2015) –  Lehrer (Musik, Geschichte, vertretungsweise Englisch), Jazzmusiker